# Nicolas de Staël
Nicolas de Staël (* San Petersburgo, 5 de enero de 1914-Antibes, 16 de marzo de 1955) fue un pintor de nacionalidad francesa y origen ruso que se conoce sobre todo por su uso de un espeso impasto y sus paisajes intensamente abstractos. También trabajó con collages, ilustraciones y telas.

## Biografía

### Primeros años
Nicolas de Staël nació en la familia de un teniente general ruso, el barón Vladímir Stael von Holstein, (un miembro de la familia Staël von Holstein, y el último comandante de la Fortaleza de San Pedro y San Pablo) y su esposa, Olga Sajanskaya.
Fue nombrado paje de la corte de los zares a los dos años de edad. La familia De Staël se vio obligada a emigrar a Polonia en 1919 debido a la Revolución Rusa. Tanto su padre como su madrastra morirían en Polonia, y el huérfano Nicolas de Staël sería enviado con su hermana mayor, Marina a Bruselas a vivir con una familia rusa (1922).

### Comienzos artísticos
Con el tiempo estudió arte en la Académie royale des beaux-arts en Bruselas (1932). En los años treinta, viajó por Europa, vivió en París (1934) y en Marruecos (1936) (donde conoció a su compañera Jeannine Guillou, también pintora, y que aparecería en algunos de sus cuadros de 1941-1942) y Argelia. Trabajó al principio como diseñador de decorados. En 1936 tuvo su primera exposición de iconos y acuarelas de estilo bizantino en la galería Dietrich et Cie, Bruselas. En 1938 se instaló en París; fue alumno de Fernand Léger. Se unió a la Legión extranjera francesa en 1939 y fue desmovilizado en 1941. En 1940 conoció a una de sus futuras marchantes Jeanne Bucher.

### Segunda Guerra Mundial
En 1941, se trasladó a Niza donde conoció a Jean Arp, Sonia Delaunay y Robert Delaunay, y estos artistas le inspirarían sus primeros cuadros abstractos o Composiciones, realizadas en 1942. Este último año nació el primer hijo de Jeannine y Nicolas de Staël: Anne. La creciente familia también incluía al hijo de nueve años de Jeannine, Antoine. En 1943 (durante la ocupación nazi), de Staël regresó a París con Jeannine, pero los años de guerra fueron extremadamente difíciles. Durante la guerra sus cuadros fueron incluidos en varias exposiciones colectivas, entre las cuales está la titulada «Pinturas abstractas», en la galería L'Esquisse de París, que incluyó obras de Kandinsky, Domela y Magnelli. De ese mismo año es su primera exposición individual, en la misma galería. En abril de 1945 celebró otra exposición individual en la galería Jeanne Bucher y en mayo de 1945 sus cuadros se incluyeron en el primer «Salón de mayo». La obra de De Staël fue incluida también en el Salón de Otoño de ese año. En París en 1944 conoció y se hizo amigo de Georges Braque, y para el año 1945, sus exposiciones le atrajeron la fama entre los críticos. Sin embargo, los tiempos eran tan difíciles y el éxito llegó demasiado tarde, puesto que Jeannine murió en febrero de 1946, de una enfermedad provocada por la desnutrición.

### Éxito artístico
De Staël conoció a Francoise Chapouton en la primavera de 1946, y se casaron en mayo. En octubre de ese año, gracias a su amistad con el artista André Lanskoy (a quien había conocido en 1944), de Staël hizo un contrato con Louis Carré quien estuvo conforme en comprarle todos los cuadros que realizase.
Para enero de 1947 la familia de Staël se trasladó a unos alojamientos más amplios gracias al creciente reconocimiento y mayores ventas. En 1947 se hizo amigo de su vecino, el marchante privado estadounidense Theodore Schemp. El nuevo taller de De Staël en París estaba muy cerca del de Braque y los dos pintores se volvieron amigos muy cercanos. En abril de 1947 nació su segunda hija, Laurence. En abril de 1948 nació su hijo Jerome, y también ese mismo año en París comenzó una larga amistad con el artista alemán Johnny Friedlaender. Sus cuadros comenzaron a atraer la atención mundial. En 1950 celebró una exposición individual en la galería Jacques Dubourg en París y Schempp introdujo los cuadros de De Staël en Nueva York, con una exposición privada en su apartamento del Upper East Side. Vendió varios cuadros a importantes coleccionistas incluyendo Duncan Phillips de la Colección Phillips. Tuvo un éxito considerable en los Estados Unidos, e Inglaterra a principios de los años cincuenta.
En 1950 Leo Castelli organizó una exposición colectiva en la galería Sidney Janis de Nueva York que le incluyó.
En 1952 celebró exposiciones individuales en Londres, Montevideo, y en París.
En marzo de 1953 tuvo su primera exposición individual oficial en M. Knoedler & Co. en Nueva York. Fue un éxito de público y de crítica; y otra exposición en la galería Phillips de Washington D. C., (conocida hoy como la Colección Phillips en Washington D. C.) y adquirieron otros dos lienzos suyos. De Staël y Françoise visitaron los Estados Unidos en 1953, yendo al MoMA, la Fundación Barnes en Merion, Pensilvania, y otras importantes instituciones.
Después de regresar a París, de Staël conoció al marchante neoyorquino Paul Rosenberg quien le ofreció un contrato en exclusiva. De Staël firmó con Rosenberg en parte debido a que Rosenberg era francés y porque era un importante marchante de Nueva York que exponía a muchos pintores cubistas a los que Nicolas de Staël admiraba. A finales de 1953 era tan grande la demanda de cuadros de Nicolas de Staël que Rosenberg subió los precios y continuamente pedía más pinturas.
Para su planeada exposición de la primavera de 1954, Rosenberg pidió otros quince cuadros adicionales. Fue una exposición que tuvo éxito comercial. En abril de 1954 nació su cuarto hijo, Gustave. Esa primavera tuvo una exitosa exposición en París en la galería de Jacques Dubourg. Sus nuevos cuadros marcaron su distanciamiento de la abstracción y un regreso a la figuración, el bodegón y el paisaje.

### Muerte
En el año 1953, su depresión le llevó a buscar el aislamiento en el sur de Francia. En el otoño de 1954 se marchó con su familia a Antibes. Sufría de agotamiento, insomnio y depresión. Después de un decepcionante encuentro con un despectivo crítico de arte el 16 de marzo de 1955, De Staël se suicidó. Se tiró desde la terraza de su estudio, en la planta decimoprimera, en Antibes. Tenía cuarenta y un años de edad.

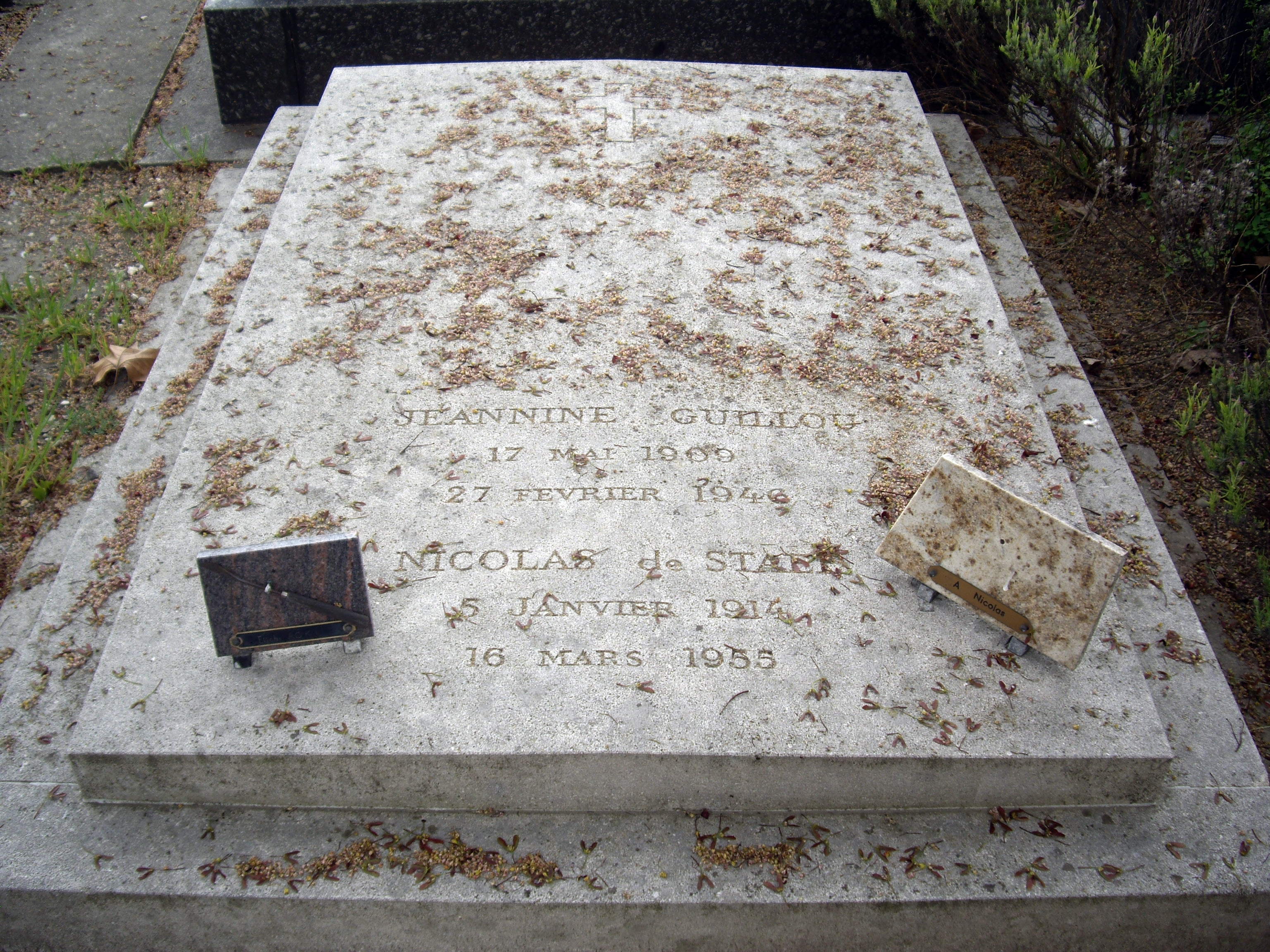
Tumba de Nicolas de Staël

## Legado
La carrera pictórica de Nicolás de Staël abarca apenas quince años (desde 1940) y produjo más de mil cuadros. Su obra muestra la influencia de Gustave Courbet, Paul Cézanne, Henri Matisse, Pablo Picasso (especialmente Picasso en sus épocas azul y rosa), Georges Braque, Fernand Léger y Chaïm Soutine, así como de los maestros holandeses Rembrandt, Johannes Vermeer y Hercules Pieterszoon Seghers. Durante los años cuarenta y comenzando por la representación (especialmente paisajes, pero también bodegones, y retratos), de Staël se fue moviendo más y más hacia la abstracción. Sus primeras obras (bodegones y retratos) los destruyó en su mayor parte. Desarrollando su propio estilo abstracto, altamente distintivo, que puede compararse con el movimiento expresionismo abstracto estadounidense prácticamente contemporáneo, y el tachismo francés, pero que él desarrolló de manera independiente respecto a ellos. Típicamente sus cuadros contienen bloques de color, emergiendo como si lucharan una contra otra en la superficie de la imagen.
La obra de Nicolas de Staël fue rápidamente reconocida dentro del arte de postguerra, y se convirtió en uno de los artistas más influyentes de los años cincuenta. Sin embargo, se apartó de la abstracción en sus últimos cuadros, buscando un estilo lírico más «francés», volviendo a la representación con formas figurativas claramente reconocibles (marinas, futbolistas, músicos de jazz, gaviotas) a finales de su vida. Su regreso a la figuración durante los primeros años cincuenta puede verse como un influyente precedente para el movimiento estadounidense Figuración del área de la bahía, como muchos de aquellos pintores abstractos hicieron un movimiento similar; regresando a la figuración durante mediados de la década de los cincuenta. Pretendió superar el dualismo «Objetividad o no objetividad», volviendo a la unidad perdida, uniendo abstracción y objetividad.
Su estilo de cuadros se caracteriza, sobre todo, por un grueso empasto mostrando trazos del pincel y de una espátula, y por una división del lienzo en numerosas zonas de color (especialmente azules, rojos y blancos). Sus cuadros más conocidos de madurez de playas y paisajes están dominados por el cielo y efectos de luz. Aquí las pinceladas son más fluidas y ligeras. Se vuelve en la madurez hacia formatos más grandes.
Gran parte de la obra tardía de Nicolas de Staël -en particular sus paisajes al óleo, en capas delgadas y diluidas, de mediados de los cincuenta, predicen la pintura de campos de color y la Abstracción lírica de los años sesenta y setenta. El color marcado y vívido de sus últimos cuadros predicen la dirección que tomaría gran parte de la pintura contemporánea posterior a él, incluyendo Pop Art en los sesenta.

## Algunas obras
- Figura a orillas del mar o Figura en la playa, 1952, Kunstsammlung, Düsseldorf.
- Retrato de Anne, 1953, Museo de Unterlinden, Colmar.